# Renata Lusin

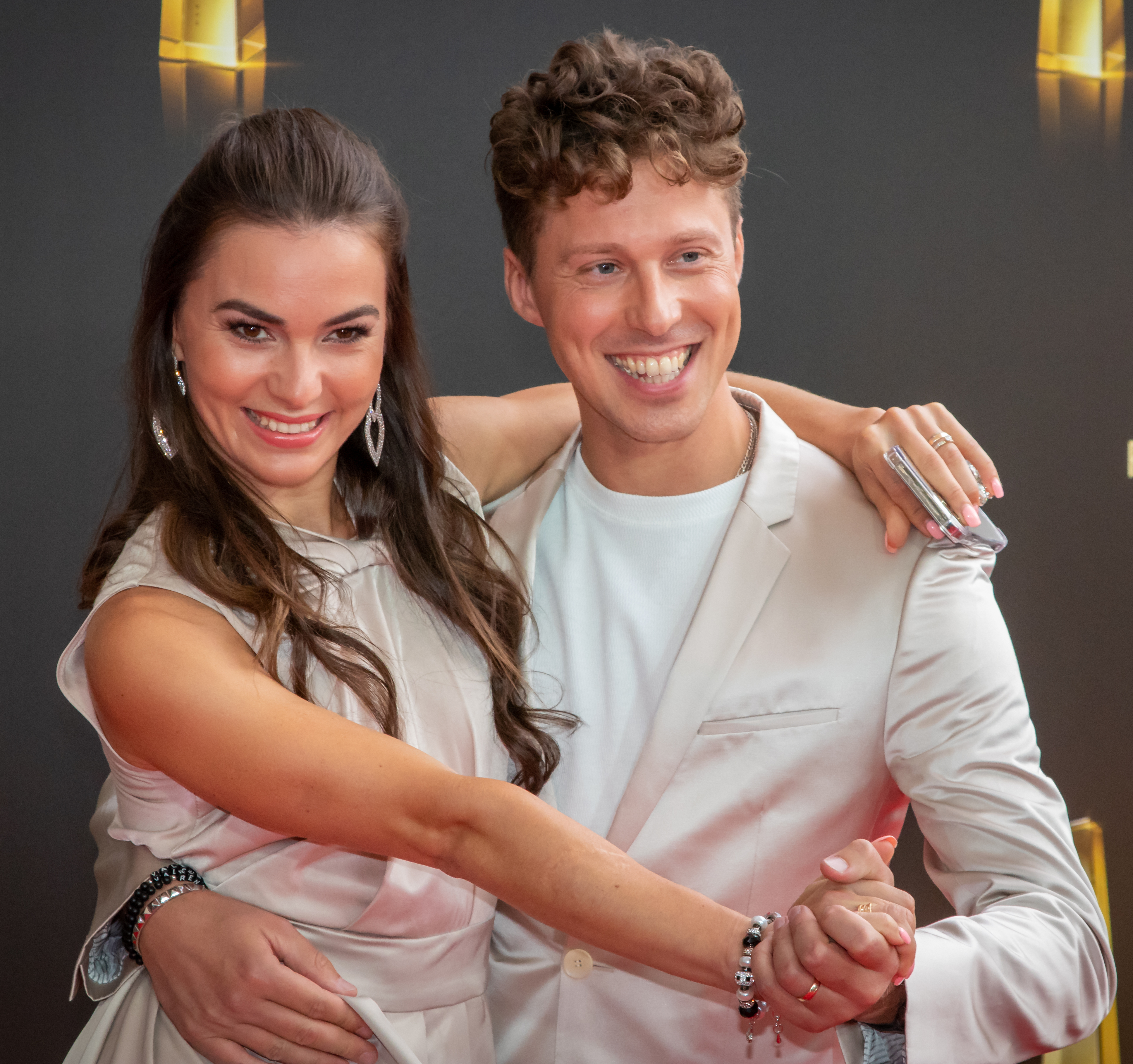
Renata Lusin mit Valentin Lusin (2021)

Renata Lusin, geb. Buschejewa (* 16. Juni 1987 in Kasan, Tatarische ASSR, Sowjetunion) ist eine russische Tänzerin und Tanzsporttrainerin.

## Leben
Renata Lusins Mutter ist Tatarin, ihr Vater Ukrainer. Lusin begann mit 11 Jahren das Tanzen. Für eine professionelle Ausbildung zog sie im Alter von 13 Jahren mit ihrem Großvater von Kasan nach Moskau. Sie tanzte einige Monate mit Walentin Retschetnikow, von Anfang 2002 bis Anfang 2003 mit Jewgeni Grigorow sowie davor mit Iwan Anitschchin. Als sie 16 Jahre alt war, inserierte ihre Mutter nach einem Tanzpartner für sie. Die Eltern von Valentin Lusin aus Düsseldorf wurden auf das Inserat aufmerksam und Renata Lusin zog nach Deutschland.
Seit 2003 tanzt sie mit Valentin Lusin im TD Tanzsportclub Düsseldorf Rot-Weiss. Ab 2006 studierte sie BWL an der Universität Düsseldorf. Ende Mai 2014 heirateten Renata und Valentin Lusin. Sie wohnen in Düsseldorf.
Das Paar wurde mehrfacher Landesmeister in der Hauptgruppe S-Standard und S-Latein und gewann verschiedene Ranglistenturniere. Außerdem gewann es zweimal die Deutsche Meisterschaft über 10 Tänze und belegte vordere Plätze bei nationalen und internationalen Meisterschaften. Es gehörte dem Bundes-A-Kader an und belegte mehrfach den ersten Platz der Rangliste Hauptgruppe Standard des Deutschen Tanzsportverbandes (zuletzt am 28. Februar 2017). Im Herbst 2017 wechselte das Paar zu den Professionals im Deutschen Tanzsportverband. Nach dem Gewinn der Weltmeisterschaft Showdance Standard der Professionals im Oktober 2021 gab das Paar das Ende seiner aktiven Tanzkarriere bekannt. Renata Lusin ist unter anderem als Trainerin tätig, so beim TD Tanzsportclub Düsseldorf Rot-Weiss, beim Meerbuscher Tanzsport-Club und beim TTC Schwarz-Gold Moers.
2018 war Lusin als Elena in dem Kurzfilm Nur ein paar Worte zu sehen. Im Oktober 2020 spielte sie gemeinsam mit ihrem Mann Valentin in Ramon Rosellys Musikvideo Unendlich ein Tanzpaar. In der Aprilausgabe 2021 des deutschen Playboy zeigte sie sich auf dem Titelbild und in einer Fotostrecke. Im März 2024 wurde sie nach mehreren Fehlgeburten Mutter einer Tochter.

### Let’s Dance
2018 nahm Lusin erstmals an der RTL-Tanzshow Let’s Dance teil. Ihr Tanzpartner Jimi Blue Ochsenknecht musste in der fünften Show verletzungsbedingt aufgeben. Ein Jahr später schied sie mit Jan Hartmann als erstes Paar aus. 2020 und 2022 erreichte sie im Finale mit Moritz Hans und Mathias Mester Platz 2 und 3, 2021 gelang mit Rúrik Gíslason der Sieg. Im Ableger Die große Profi-Challenge belegte sie 2019 und 2020 den dritten Platz und gewann 2021 und 2022 den Wettbewerb. 2023 und 2024 sagte sie die Teilnahme aufgrund einer Schwangerschaft ab.

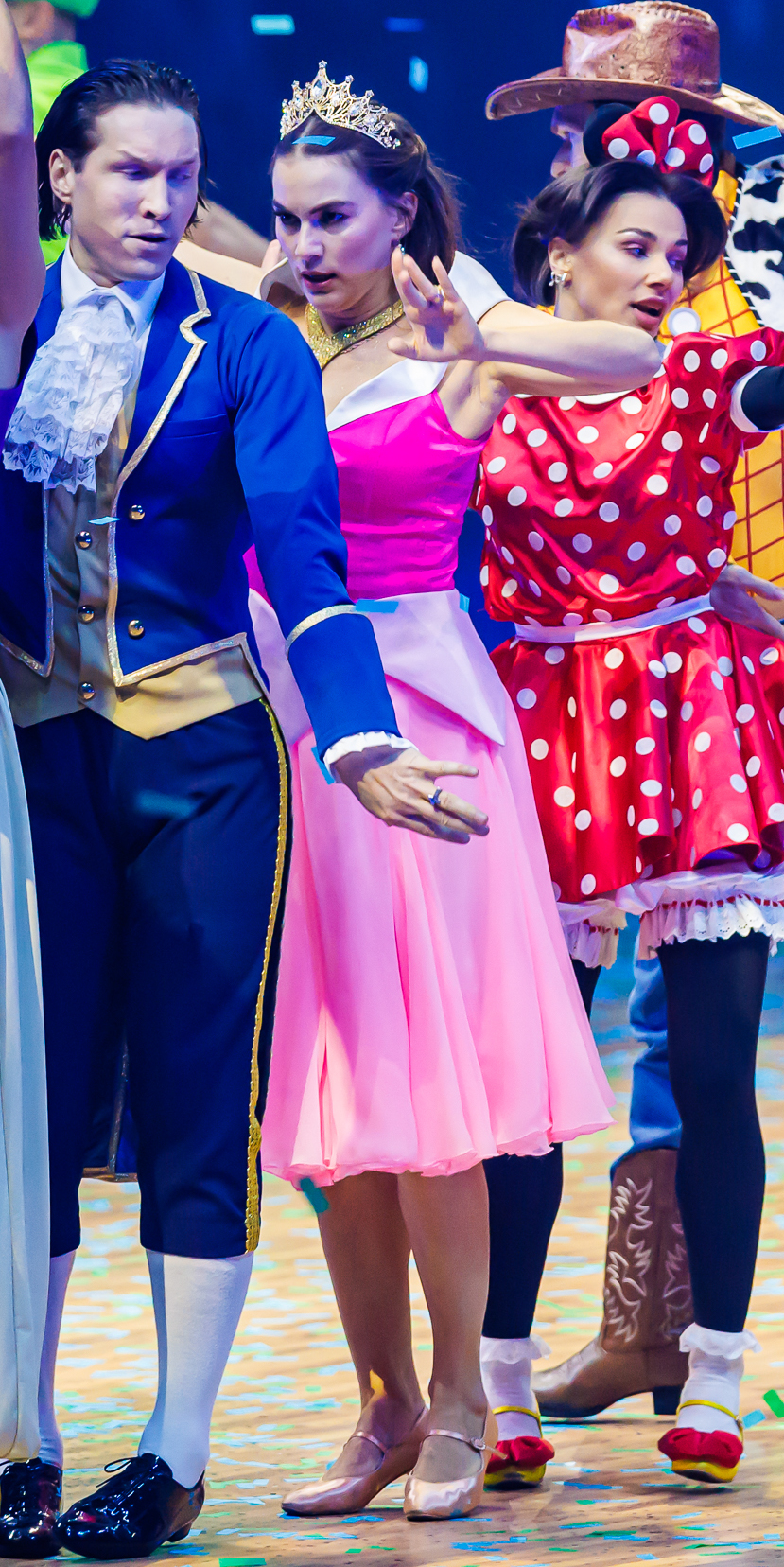
Renata Lusin auf der Let’s Dance-Tour 2024, zwischen Evgeny Vinokurov und Anastasia Maruster

Renata Lusin bei Let’s Dance
| Staffel (Jahr)       | Partner                | Platzierung                       |
| -------------------- | ---------------------- | --------------------------------- |
| 11 (2018)            | Jimi Blue Ochsenknecht | 10. (verletzungsbedingte Aufgabe) |
| 12 (2019)            | Jan Hartmann           | 14.                               |
| 13 (2020)            | Moritz Hans            | 02.                               |
| 14 (2021)            | Rúrik Gíslason         | 01.                               |
| Profi-Challenge 2021 | Valentin Lusin         | 01.                               |
| 15 (2022)            | Mathias Mester         | 03.                               |
| Profi-Challenge 2022 | Christian Polanc       | 01.                               |
| 18 (2025)            | Marc Eggers            | 09.                               |

## Filmografie
- 2018: Nur ein paar Worte (Kurzfilm)
- seit 2018: Let’s Dance (Fernsehshow, RTL)
- 2020: Ninja Warrior Germany – Die stärkste Show Deutschlands (Fernsehshow, RTL)
- 2020: Ramon Roselly: Unendlich (Musikvideo)
- 2021: Die RTL Sommerspiele (Fernsehshow, RTL)
- 2021: Wer weiß denn sowas? (Quizshow, ARD)
- 2023: Inga Lindström – Die Süße des Lebens (Fernsehreihe)
- 2025: Eltons 12 (Spielshow, RTL)
- 2025: Du gewinnst hier nicht die Million (Fernsehshow, RTL)

## Erfolge (Auswahl)
- 2006: 2. Platz Deutsche Meisterschaft über 10 Tänze
- 2007: 3. Platz Deutsche Meisterschaft über 10 Tänze
- 2009: 1. Platz Deutsche Meisterschaft über 10 Tänze[21]
- 2010: 1. Platz Deutsche Meisterschaft über 10 Tänze[21]
- 2011: 2. Platz Deutsche Meisterschaft über 10 Tänze[22]
- 2013: 2. Platz Deutsche Meisterschaft über 10 Tänze[23]
- 2013: 2. Platz Weltmeisterschaft Showdance Standard[24]
- 2013: 3. Platz Deutsche Meisterschaft Standard[25]
- 2014: 2. Platz Deutsche Meisterschaft Hgr-Kombination[26]
- 2015: 3. Platz Weltmeisterschaft Showdance Standard[27]
- 2015: 3. Platz Deutsche Meisterschaft Hgr-S-Standard[28]
- 2016: 2. Platz Weltmeisterschaft Showdance Standard[29]
- 2016: 3. Platz Deutsche Meisterschaft Hgr-S-Standard[30]
- 2017: 3. Platz Weltmeisterschaft Showdance Standard[31]
- 2017: 3. Platz Weltmeisterschaft Showdance Professionals Standard[32]
- 2018: 1. Platz Deutsche Meisterschaft über 10 Tänze der Professionals[33]
- 2018: 2. Platz Deutsche Meisterschaft Showdance Professionals Standard[34]
- 2019: 2. Platz WDSF-Weltmeisterschaft Showdance Professionals Standard[35]
- 2019: 1. Platz WDSF Open Professionals Standard[35]
- 2019: 1. Platz Deutsche Meisterschaft Professionals Standard[35]
- 2021: 1. Platz Weltmeisterschaft Showdance Professionals Standard[12]